# Cleidogona australis
Cleidogona australis är en mångfotingart som beskrevs av Loomis 1966. Cleidogona australis ingår i släktet Cleidogona och familjen Cleidogonidae. Inga underarter finns listade i Catalogue of Life.